# Whitney Hedgepeth
Whitney Hedgepeth, née le 19 mars 1971 à Charlottesville, est une ancienne nageuse américaine spécialiste du dos.

## Carrière
Aux Jeux panaméricains de 1987 à Indianapolis, Whitney Hedgepeth est médaillée d'or sur le relais 4 × 200 mètres nage libre et médaillée d'argent sur le 200 mètres nage libre. Elle est médaillée d'or sur le 4 × 100 m nage libre et sur le 4 × 200 m nage libre aux Championnats pan-pacifiques 1991 et médaillée d'or du relais 4 × 100 m nage libre aux Championnats du monde de natation 1991 à Perth. Elle remporte deux médailles d'or, sur 200 mètres dos et 4 × 100 mètres nage libre, une médaille d'argent sur 200 mètres nage libre et une médaille de bronze sur 200 mètres quatre nage à l'Universiade d'été de 1993 à Buffalo.
Lors de sa participation aux Jeux olympiques d'été de 1996 à Atlanta, elle remporte une médaille d'or sur le 4 × 100 m nage libre et deux médailles d'argent, sur le 100 et le 200 m dos.